# Antoine de Clermont (Fréjus)
Pour les autres membres de la famille, voir Maison de Clermont-Tonnerre.
Antoine-Benoît de Clermont-Tonnerre de Cruzy, né vers 1643 et mort en août 1678, est un prélat français du XVIIe siècle. Il est de la famille de Clermont-Tonnerre, l'une des plus grandes familles nobles du royaume de France. Son père est Roger de Clermont, lieutenant-général de l'armée, et sa mère, Gabrielle de Pernes.

## Biographie
Antoine de Clermont est docteur et nommé évêque de Fréjus en 1674, mais il meurt dès 1678.